# Oreopanax liebmannii
Oreopanax liebmannii är en araliaväxtart som beskrevs av Élie Marchal. Oreopanax liebmannii ingår i släktet Oreopanax och familjen Araliaceae. Inga underarter finns listade.